# Заводской (Ульяновская область)
Заводской — посёлок в составе Еделевского сельского поселения Кузоватовского района Ульяновской области.

## География
Находится на левом берегу реки Томышевка на расстоянии примерно 24 километра по прямой на юго-юго-восток от районного центра посёлка Кузоватово.

## История
В поздний советский период отделение колхоза «Рассвет».

## Население
Население составляло 65 человек в 2002 году (61 % русские, 34 % мордва), 48 по переписи 2010 года.